# 無角和牛
無角和牛（日语：無角和種），是日本一種嚴重瀕危的小型日本肉牛品種，牠是四種和牛之一，主要分布於山口縣阿武郡。所有的和牛都是來自二十世紀初期日本本土牛與西方牛隻的混血，無角和牛的外國影響來自蘇格蘭的安格斯牛。

## 歷史
牛是在公元2世紀彌生時代時，由中國帶到日本。但直到1868年明治維新時，它們只被用作在農業和運輸方面，並作為肥料的來源。而且由於文化和宗教方面的原因，不吃肉類。
從1635年到1854年，日本實際上與世界其他地方隔絕開來。在此期間，牛群中不可能有外源基因的插入。在1868年和1887年，大約有2600只外國牛進口。起初沒有與當地原種交叉繁殖，但從1900年左右開始普及。但在1910年突然停止，當時意識到，雖然雜交品種可能體形較大，乳品質量較好，但其工作能力和肉質較低。從1919年開始，由這短暫的雜交繁殖產生的各種異質地區種群被登記為“改良種日本牛”。
在1944年，無角和牛被正式登記為日本本土牛隻。